# Time (песня Izabo)
«Time» — песня израильской инди-рок группы Izabo, представлявшая Израиль на музыкальном конкурсе Евровидение 2012. В полуфинале конкурса песня заняла 13 место с 33 баллами и не прошла в финальный этап.
Авторы песни — участники группы Ран Шем-Тов и Шири Хадар. Песню можно отнести к жанру поп-музыки с восточными влияниями. Официальная студийная запись песни была выпущена 1 марта 2012 года. Видеоклип на песню вышел 9 марта. 30 марта вышел цифровой сингл на iTunes.

## Список композиций
Сингл
1. «Time» — 2:57
2. «Time» (Karaoke version) — 2:57
3. «Time» (English version) — 2:56